# Peter V. Brett
Peter V. Brett (8 febbraio 1973) è uno scrittore statunitense, autore di narrativa fantasy.
Peter Brett è l'autore della serie di romanzi fantasy nota come Demon Series, il cui primo volume, The Painted Man, è stato dapprima pubblicato nel 2008 nel Regno Unito nella serie Voyager di HarperCollins, mentre l'edizione statunitense è apparsa con il titolo The Warded Man e pubblicata da Del Ray Books.
Peter Brett ha pubblicato anche due antologie di racconti, intitolate The Great Bazaar and Other Stories e Brayan’s Gold, entrambe inedite in italiano.

## Opere

### Serie dei Demoni
- The Painted Man (oppure The Warded Man[1]), 2008
  - Il guardiano dei demoni, Newton Compton Editori, serie Vertigo, 2011. Nuova edizione L'uomo delle Rune, Mondadori, 2018[2]
- The Desert Spear, 2010
- The Daylight War , 2013
- The Skull Throne , 2015
- The Core , 2017

### Altre opere
- The Great Bazaar and Other Stories, 2010
- Brayan's Gold, 2011